# Останнє літо у Бойто
«Останнє літо у Бойто» (ісп. El Ultimo Verano De La Boyita) — аргентинська драма, що вийшла в прокат 30 березня 2009 року. Фільм оповідає про взаємини двох молодих людей на одній з латиноамериканських ферм.

## Зміст
Міська дівчинка приїздить на літо у селище. Місцеве життя зовсім не схоже на шум бетонних джунглів. Тут героїня знайомиться із сільським хлопчиною. Він віртуозно вправляється навіть із самим норовистим конем, але з людьми практично не спілкується, ніколи не роздягається і не ходить купатися. Незабаром героїня дізнається жахливу причину такої поведінки...

## Ролі
- Гуадалупе Алонсо — Джорджеліна
- Ніколас Трейсі — Маріо